# Angelo Marcello Anile
Angelo Marcello Anile (* 3. Januar 1948 in Santa Maria di Licodia; † 16. November 2007 in Catania) war ein italienischer theoretischer Physiker und angewandter Mathematiker. Er war Professor für mathematische Physik an der Universität Catania.

## Leben
Anile erwarb 1970 seinen Laurea-Abschluss in Pisa (Universität und Scuola Normale Superiore). Neben Mathematik hatte er auch Astrophysik bei Bruno Bertotti studiert und wurde 1974 in Oxford bei Dennis Sciama über Kosmologie promoviert (Geometrical Optics and Radiative Transfer in Irregular Universes). 1980 gewann er einen Lehrstuhl-Wettbewerb in mathematischer Physik und wurde Professor in Catania.
Er befasste sich mit relativistischer Hydrodynamik und Magnetohydrodynamik mit Anwendungen in der Astrophysik, Allgemeiner Relativitätstheorie und Kosmologie, geometrischer Optik, Ladungstransport in Halbleitern und mathematische Modellierung von Halbleiter-Schaltungen und Fuzzylogik.
1981 erhielt er den Bartolozzi-Preis.
Das Europäische Konsortium für Industriemathematik (ECMI) vergibt ihm zu Ehren einen Preis.

## Schriften
- Relativistic Fluids and Magneto-fluids: With Applications in Astrophysics and Plasma Physics, Cambridge Monographs on Mathematical Physics, Cambridge University Press, 1989
- mit Walter Allegretto, Christian Ringhofer: Mathematical Problems in Semiconductor Physics: Lectures given at the C.I.M.E. Summer School held in Cetraro, Italy, June 15-22, 1998, Springer, 2003.
- mit J.Hunter, G.Russo, P.Pantano: Ray methods for non linear waves, Pitman Monographs and Surveys in Pure and Applied Mathematics, Longman Scientific and Technical.,1993